# Carretera de Nebraska 92
La Carretera de Nebraska 92, y abreviada NE 92 (en inglés: Nebraska Highway 92) es una carretera estatal estadounidense ubicada en el estado de Nebraska. La carretera inicia en el Oeste desde la WY 92  oeste de Lyman hacia el Este en la US 275  , IA 92  en Missouri River en Omaha. La carretera tiene una longitud de 787,1 km (489.08 mi).

## Mantenimiento
Al igual que las autopistas interestatales, y las rutas federales y el resto de carreteras estatales, la Carretera de Nebraska 92 es administrada y mantenida por el Departamento de Carreteras de Nebraska por sus siglas en inglés NDOR.

## Cruces
La Carretera de Nebraska 92 es atravesada principalmente por la  US 26  en Melbeta
 US 385  oeste de Broadwater
 US 83  este de Stapleton
 NE 2  en Merna
 US 183  en Ansley
 US 281  en St. Paul
 US 30  suroeste de Clarks
 US 275  sur de Waterloo
 I 80  en Omaha
 US 75  en Omaha.